# Мавринский сельсовет
Мавринский сельсовет — упразднённая административно-территориальная единица, существовавшая на территории Коробовского района Московской области до 1954 года. Административным центром была деревня Маврино.

## История
Мавринский сельсовет был образован после Октябрьской революции 1917 года в составе Архангельской волости Егорьевского уезда Рязанской губернии.
В 1919 году Мавринский сельсовет в составе Архангельской волости передан из Егорьевского уезда во вновь образованный Спас-Клепиковский район Рязанской губернии. В 1921 году Спас-Клепиковский район был преобразован в Спас-Клепиковский уезд, который в 1924 году был упразднён. После упразднения Спас-Клепиковского уезда Мавринский сельсовет в составе Архангельской волости передан в Рязанский уезд Рязанской губернии. В ходе реформы административно-территориального деления СССР в 1929 году Архангельская волость была упразднена, а Мавринский сельсовет вошёл в состав Дмитровского района Орехово-Зуевского округа Московской области. В 1930 году округа были упразднены, а Дмитровский район переименован в Коробовский.
В 1930 году в сельсовет входили деревни Маврино, Пронино, Сычи и Югино.
В 1954 году сельсовет был упразднён, территория была передана Дубасовскому сельсовету.